# Universitätsklinik für Gynäkologie und Geburtshilfe Bega

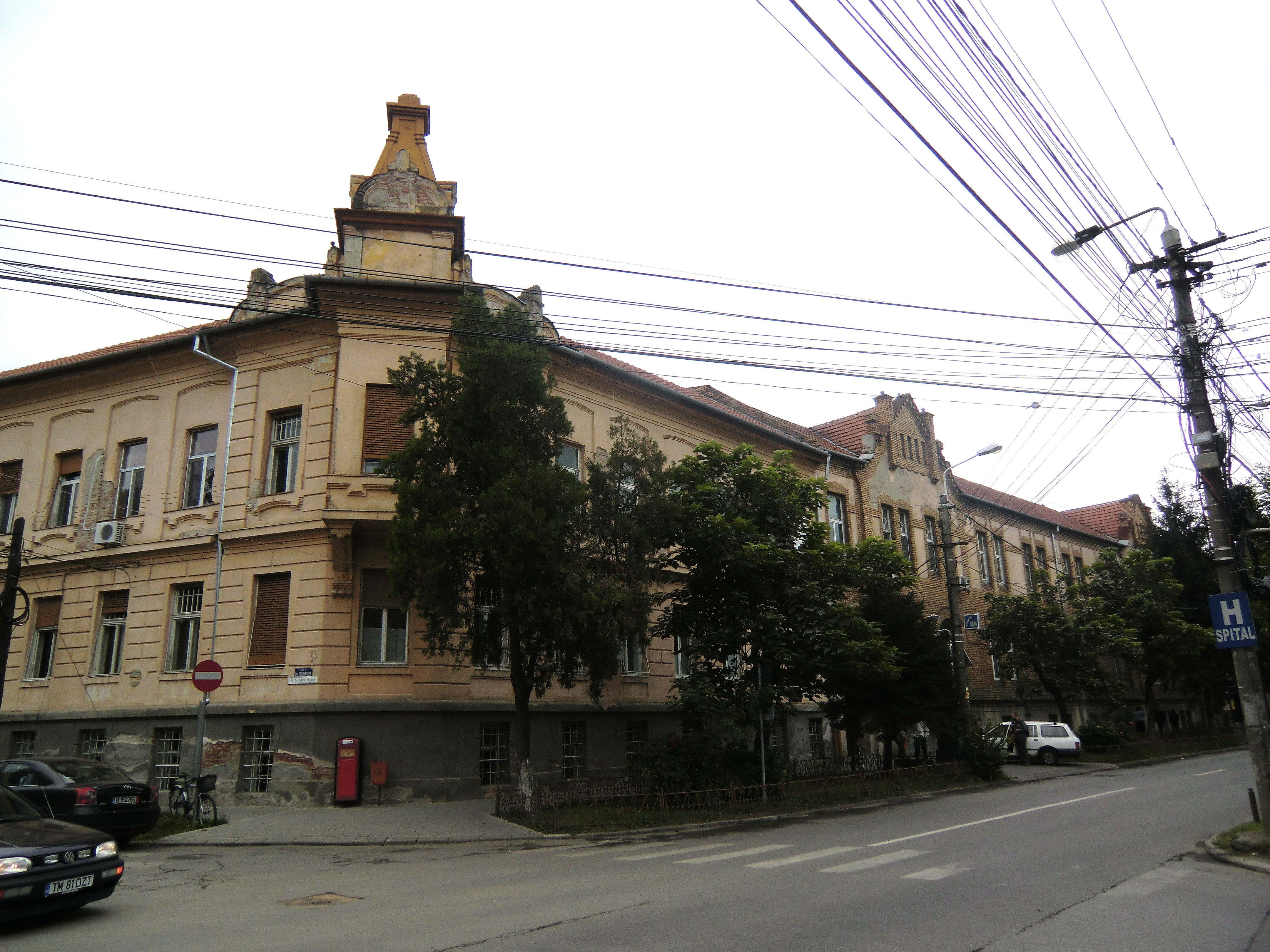
Krankenhaus für Gynäkologie und Geburtshilfe Bega

Die Universitätsklinik für Gynäkologie und Geburtshilfe Bega (rumänisch Clinica Universitară de Obstetrică și Ginecologie Bega, volkstümlich Begaspital, rumänisch: Spitalul Bega) ist eine Frauenklinik mit Geburtshilfe im III. Bezirk Elisabetin am Bulevardul Victor Babeș Nummer 12 in Timișoara, Rumänien. 

## Geschichte
Im Jahr 1901 gründete die Gesellschaft zur Förderung der Gesundheit von Mutter und Kind „Weißes Kreuz“  das Frauensanatorium in der Elisabethstadt. Hier wurden vor allem mittellose Frauen unentgeltlich behandelt. Anfangs war das Sanatorium mit 12 Betten versehen, 1907 hatte es bereits 36 Betten. Vier Zimmer waren für wohlhabende Patientinnen eingerichtet, die eine Taxe bezahlen mussten, dafür aber eine besondere Behandlung genossen. Das Sanatorium unterhielt auch eine Schule zur Ausbildung von Hebammen.
1920 leitete Aurel Cândea den Kauf von drei ineinandergehenden Gebäuden auf dem Bulevardul Victor Babeș in der Elisabethstadt an und verlegte hierher die chirurgische Abteilung des Bürgerspitals mit 90 Betten. Das Begaspital, die erste moderne Klinik der Stadt, war gegründet. 1929 fand die Erweiterung der Klinik durch die Errichtung der Abteilungen für Radiologie, Urologie und HNO statt. Das Begaspital erhielt 1939 den Namen seines Gründers Dr. Aurel Cândea (rumänisch: Spitalul Clinic Dr. Aurel Cândea). Darüber hinaus wurde vor dem Gebäude die Bronzebüste des Namensgebers aufgestellt.
1936 wurde Ioan Mureșan Chefarzt an der chirurgischen Abteilung der Begaklinik, wo er die Nachfolge von Aurel Cândea antrat. Als Chefarzt verwirklichte er die klinische und chirurgische Modernisierung und einen Strukturwandel des Krankenhauses. Die Zahl der Betten in der chirurgischen Abteilung wuchs von 103 auf 130.
Daraus ging nach der Verstaatlichung von 1948 die Universitätsklinik für Frauenheilkunde und Gynäkologie Bega hervor.
1970 verfügte die Klinik über 425 Betten und  beschäftigte 226 Ärzte.